# RL-10
XLR-115
Le RL-10, originellement XLR-115, est un moteur-fusée à ergols liquides cryogéniques américain construit par le motoriste Aerojet Rocketdyne. C'est un moteur particulièrement performant grâce à l'utilisation de la combinaison d'ergols hydrogène/oxygène, qu'il est le premier à avoir utilisé. Sa poussée est optimisée par le choix d'une architecture (cycle à expandeur) de type flux intégré : les gaz en sortie de la turbine qui actionne la turbopompe sont réinjectés dans la chambre de combustion.
Après des essais au sol en 1959, sa carrière a commencé sur les étages « Centaur » des fusées Atlas et Titan, lors de son premier vol en 1963 sur Atlas-Centaur. Il était sur les étages S-IV de la Saturn I, et les moteurs J-2 de la Saturn V ont été développés à partir du RL-10. Aujourd'hui, il a toujours comme fonction la motorisation d'étages supérieurs, il propulse les secondes étages « Delta Cryogenic Second Stage » de la Delta IV, et Centaur de l'Atlas V. Le RL-10 a été envisagé comme moteur du module lunaire Altair du programme Constellation, mais à la suite de l'abandon de ce dernier, l'Altair ne volera jamais. Le second étage du Space Launch System, l'Interim Cryogenic Propulsion Stage, est une version adaptée du Delta Cryogenic Second Stage, qui utilisera également le RL-10. Le moteur a reçu de nouvelles affectations sur des fusées, telles que Vulcan et OmegA, dans le rôle d'étage supérieur.

## Historique

### Origine

#### L'hydrogène: un grand potentiel et un défi technique
L'utilisation de l'hydrogène liquide, combiné avec de l'oxygène liquide, constitue le carburant le plus efficace pour une fusée, puisqu'il fournit entre 35 et 40 % de puissance supplémentaire que toute autre combinaison d'ergols. Mais son utilisation représente un grand défi technique : pour le conserver liquéfié, il est nécessaire de le maintenir à une température inférieure à −253 °C (soit 70 °C de moins que l'oxygène liquide). À cette température, le métal des réservoirs devient cassant. De plus, la petite taille de la molécule d'hydrogène lui permet de s'infiltrer dans les micro-fissures des réservoirs et facilite les fuites. L'hydrogène provoque également une fragilisation des métaux. Malgré son potentiel reconnu, aucun constructeur astronautique ne s'était lancé, en 1956, dans la construction d'une fusée utilisant l'hydrogène.

#### Premières études du Centaur
Krafft Ehricke, un des ingénieurs venus d'Allemagne avec Wernher von Braun, est le premier à concevoir un étage de fusée utilisant l'hydrogène, en 1956. À l'époque, Ehricke est employé chez Convair, filiale de General Dynamics, constructeur de l'Atlas qui est le missile balistique intercontinental en cours de développement le plus ambitieux côté américain. L'ingénieur imagine d'ajouter à la fusée un deuxième étage de même diamètre, utilisant de l'hydrogène et de l'oxygène liquide, pour en faire un lanceur à usage civil. La structure de ce second étage reprend l'architecture mise au point par l'ingénieur d'origine belge Charlie Bossart pour la fusée Atlas : les réservoirs sont structuraux (c'est-à-dire qu'ils jouent à la fois le rôle de coque externe et de réservoir) et sont dépourvus de longerons : s'ils ne sont pas maintenus sous pression, ils s'effondrent sous leur propre poids. Cette technique de construction, délicate à maîtriser et relativement coûteuse, permet d'alléger au maximum le poids de la fusée. Les études sur le nouvel étage, baptisé Centaur, sont initialement financées sur fonds propres par Convair.

#### Le développement du RL-10

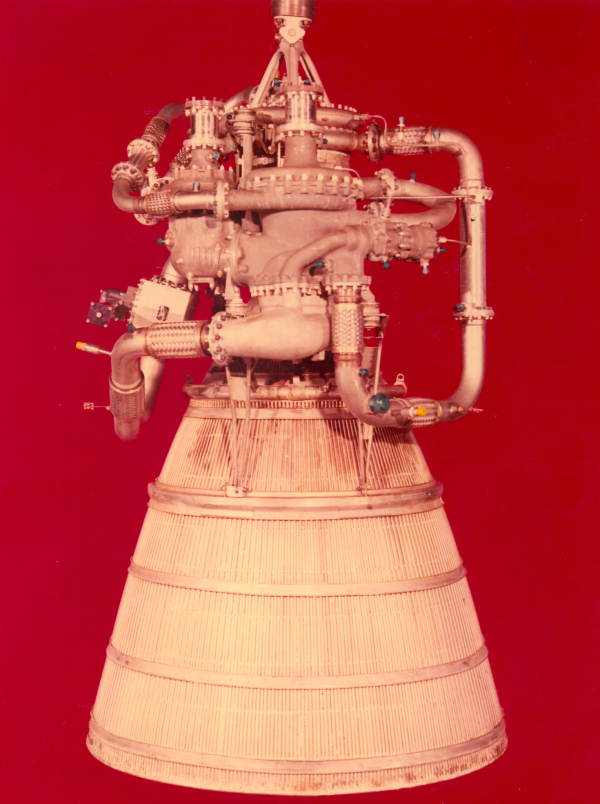
Le XLR-115, alias RL-10.

La course à l'espace entre les Américains et les Soviétiques, déclenchée par la mise en orbite de Spoutnik 1, souligne la faiblesse des lanceurs américains, incapables de placer des charges lourdes en orbite. Elle attire l'attention de l'Armée de l'Air américaine sur l'étude d'Ehricke qui, en exploitant le potentiel de l'hydrogène, pourrait permettre de combler cet écart. Dans un tout autre domaine, l'US Air Force tente déjà d'exploiter le surcroît de puissance fourni par l'hydrogène pour la propulsion d'un avion espion prototype (projet Suntan (en)), utilisant un turboréacteur consommant ce gaz. Les ingénieurs du constructeur américain de moteurs d'avions Pratt & Whitney, chargés de la propulsion, ont mis au point, en exploitant les caractéristiques de l'hydrogène liquide, une solution élégante, simple et efficace permettant de faire tourner la turbine amenant l'hydrogène dans la chambre de combustion tout en refroidissant les parois de celle-ci. Ehricke se rend compte que ce concept, appliqué à un moteur-fusée, simplifie énormément sa conception, tout en permettant de le rallumer en toute fiabilité dans le vide, même après un arrêt total prolongé. L'US Air Force passe un contrat de développement en août 1958 avec Ehricke et Convair, dont le montant est fixé initialement à 36 millions de dollars (42 millions avec le système de guidage et les installations de lancement). Le contrat stipule que six prototypes de fusées Atlas-Centaur doivent être développés en utilisant des moteurs développés par Pratt and Whitney. Le premier vol est fixé à janvier 1961. Ce moteur est le RL-10, originellement appelé XLR-115, qui est le premier engin produit en série à utiliser l'hydrogène liquide comme carburant ; son développement par Pratt & Whitney joue un rôle essentiel dans la réussite du programme Apollo en permettant la mise au point de ce nouveau type de propulsion qui sera utilisé par le moteur J-2 du lanceur lunaire Saturn V.
Le premier test au sol du RL-10 a eu lieu en 1959 et le premier vol en 1963 sur une Atlas-Centaur. En 2003, 350 moteurs avaient été produits pour propulser différents types de lanceurs. Le RL-10 a équipé par le passé le deuxième étage S-IV de la fusée Saturn I (6 × RL-10) et l'étage Centaur (2 × RL-10) des fusées Atlas et Titan. Il avait été retenu pour les futurs module lunaire Altair du programme Constellation abandonné en 2010. Il propulse aujourd'hui le second étage des lanceurs lourds américains EELV Delta IV (1 × RL-10B-2) et Atlas V (2 × RL-10A-4-2). À l'origine, le moteur pèse 135 kg et développe une poussée de 6,7 tonnes dans le vide avec une impulsion spécifique de 433 secondes. La version moderne la plus puissante, le RL-10B-2, pèse 277 kg et développe une poussée dans le vide de 11 tonnes avec une impulsion spécifique de 464 secondes.

### Carrière

#### Les débuts difficiles

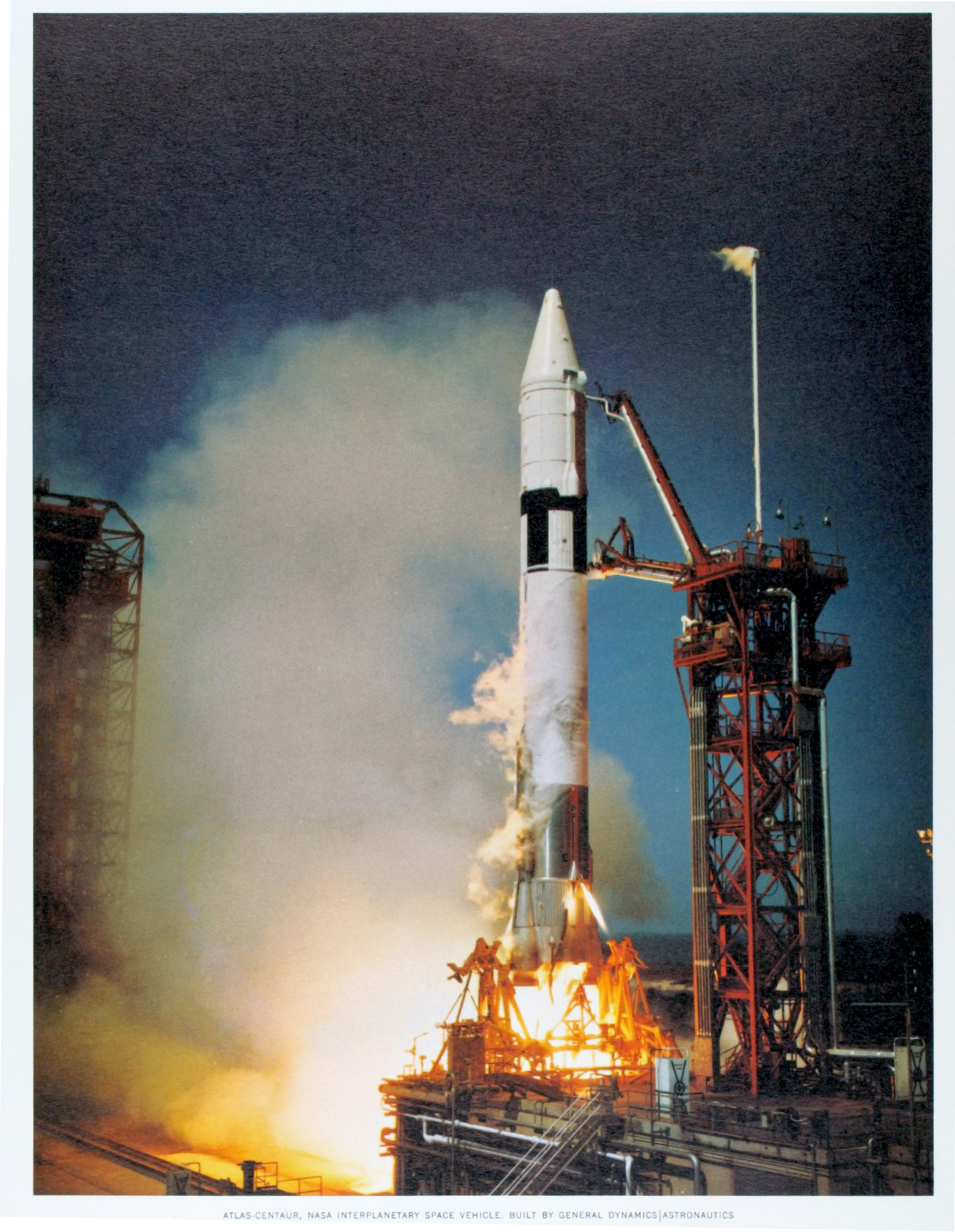
L’Atlas-Centaur 1, qui se terminera par un échec

Le premier vol d’un Centaur A avec le RL-10 (ici version A-1) a lieu sur le premier Atlas-Centaur. La fusée décolle depuis le pad LC-36A, le 8 mai 1962. Le vol se passe bien, mais atteint 54 secondes après le décollage, la fusée se désintègre. La NASA a rapidement déterminé que le Centaur en était la cause. La pression aérodynamique sur le couvercle protégeant l'isolation l'avait fait éclater, arrachant l'isolation et exposant les parois du réservoir de carburant à la chaleur atmosphérique. L'augmentation de la pression dans le réservoir due à l'ébullition du LH2 a provoqué la rupture du réservoir, déversant de l'hydrogène liquide volatile sur les côtés de la fusée, où il a été enflammé par une étincelle du moteur. La perte du Centaur a été un sérieux revers pour la NASA.
18 mois de travaux intensifs ont été nécessaires pour l’aboutissement du Atlas-Centaur 2 (AC-2), possédant comme second étage un Centaur B, équipé d’une paire de RL-10A-3. Pour souligner l'importance du lien entre Centaur et Saturn, le président John F. Kennedy s'est rendu sur le site de lancement à l'approche de la date de lancement en novembre 1963. Quelques jours plus tard, les ingénieurs et les techniciens d'Atlas-Centaur ont été dévastés en apprenant que le président avait été assassiné à Dallas. La NASA a retardé le lancement d'AC-2 d'un jour pour permettre à l'équipe de lancement d'Atlas-Centaur de faire le deuil de Kennedy et de se concentrer sur la tâche ardue de la préparation du lancement. Le panneau isolant du AC-2, qu’on soupçonnait être la cause de l’échec sur AC-1, a été boulonné au réservoir. Le 27 novembre 1963, l'Atlas-Centaur décolla de Cap Canaveral à 14h03. La fusée est intacte tous le long du vol, et lors du largage du premier étage, Centaur mit feu ses deux moteurs RL-10 sans difficultés. Ce premier vol a démontré la compatibilité d'Atlas avec l'étage supérieur Centaur et a également prouvé que les moteurs à hydrogène liquide pouvaient être utilisés dans l'espace. Le même jour, Pratt & Whitney Aircraft a publié un rapport classifié intitulé "RL10 Engine for Advanced Space Missions". Le RL10, annonçait-il, « est un moteur mature dont la durabilité et la fiabilité ont été prouvées ». La description de la société soulignait la simplicité et la contrôlabilité du cycle de fonctionnement.
Les trois vols suivants AC-3, 4 et 5 ne furent pas très concluants. Ils utilisent un Centaur-C équipé d’une paire de RL-10A-3. L’Atlas Centaur 3 (AC-3) est une répétition du vol AC-2 avec cette fois le largage des panneaux de protection et de la coiffe. Quatre secondes après l'allumage des deux RL-10, la pompe hydraulique tombe en panne, la tuyère ne peut plus être pilotée. L'étage commence à pivoter ce qui a pour conséquence de créer un vide dans l'alimentation de l’oxygène liquide de la pompe qui arrête prématurément le moteur à la 253ème secondes (au lieu des 377 prévues). Le Centaur ne peut se mettre en orbite et retombe dans l'Atlantique à 4 356 km du pad de lancement. Contrairement aux autres vols, le AC-4 présente comme particularité de transporter une chargé morte de 952 kg, simulant la masse de la sonde lunaire Surveyor (les Atlas-Centaur sont chargés de l’envoi de ces sondes). La phase de décollage se déroule bien. Mais après 25 minutes sur une orbite Parking, le rallumage du Centaur échoue, laissant la charge utile sur son orbite. Grâce à des tests et des analyses, les scientifiques ont découvert qu'en apesanteur, l'hydrogène liquide adhère aux parois du réservoir et que la zone de remplissage (espace où les gaz s'accumulent) se trouve en son centre. Après le succès du vol AC-2, les ingénieurs installèrent des moteurs d'accélération sur l'étage de 0,5 kg de poussée moins puissants que ceux de l'AC-2, et qui ne suffisaient pas à contrer l'adhérence de l'hydrogène liquide,.

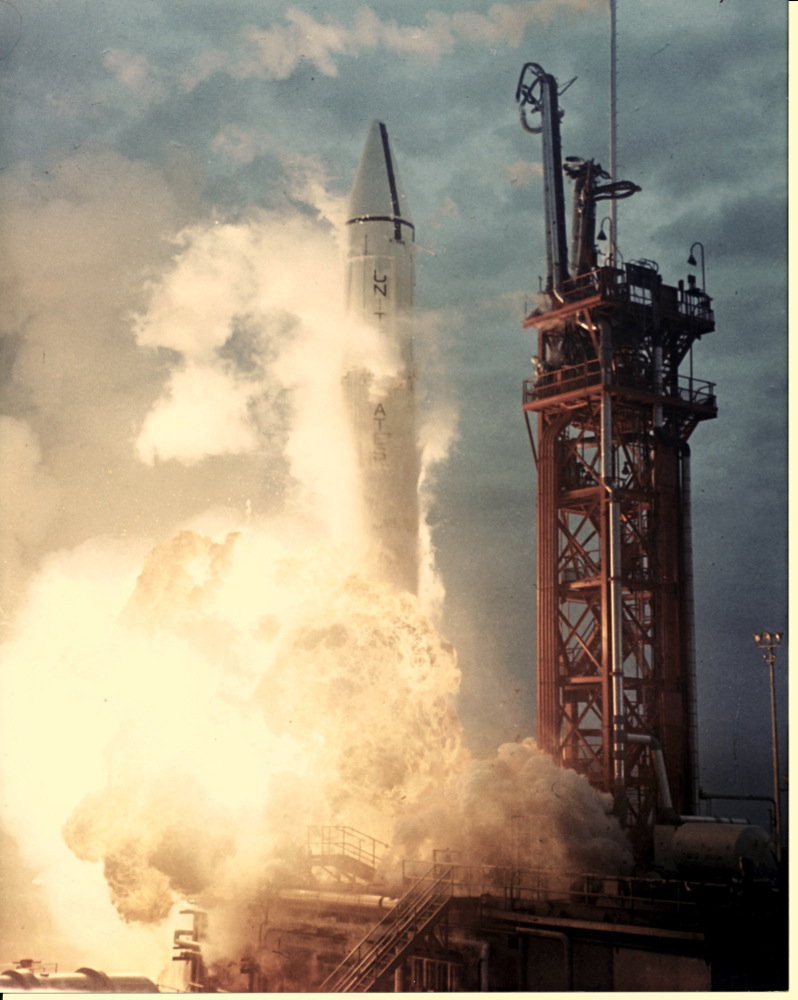
Le Atlas-Centaur 5 explosant sur le pas de tir, juste avant que l’étage Centaur explose à son tour et provoque la plus grosse des explosions

Atlas-Centaur 5 (AC-5) embarque avec lui une évolution du prototype de la sonde Surveyor de AC-4, qui a comme objectif de simuler le dynamisme de la sonde en plus de sa masse. Les inspections et le compte à rebours se passent sans encombre, et la fusée décolle le 2 mars 1965. Les ingénieurs étaient confiants dans la réussite du lancement de l'AC-5 car la phase d’ascension directe était devenu presque une routine. À 1,5 m du sol, les moteurs d'Atlas s'arrêtent soudainement et le véhicule retombe sur Terre, provoquant une explosion qui endommage lourdement l'aire de lancement LC-36A. Aucun blessé ou mort n'est signalé. L’échec du lancement n’est cette fois-ci pas causé par Centaur, mais par le premier étage Atlas. L'analyse des défaillances a révélé qu'après le décollage, un transducteur de pression d'instrumentation mal installé sur Atlas ordonna la fermeture d'une valve, coupant la circulation du carburant vers les moteurs. Bien que l’accident n'ait rien à voir avec Centaur, cette explosion a assuré une fois pour toutes la réputation de Centaur comme « Oiseau de malheur ». Étant sévèrement endommagé, le LC-36A doit être reconstruit. À proximité de ce dernier, un autre pas, le LC-36B, était en construction, mais a été arrêté pour faire des économies. La NASA ordonna la reconstruction du LC-36A et d’achever la construction du LC-36B.

#### Common Extensible Cryogenic Engine

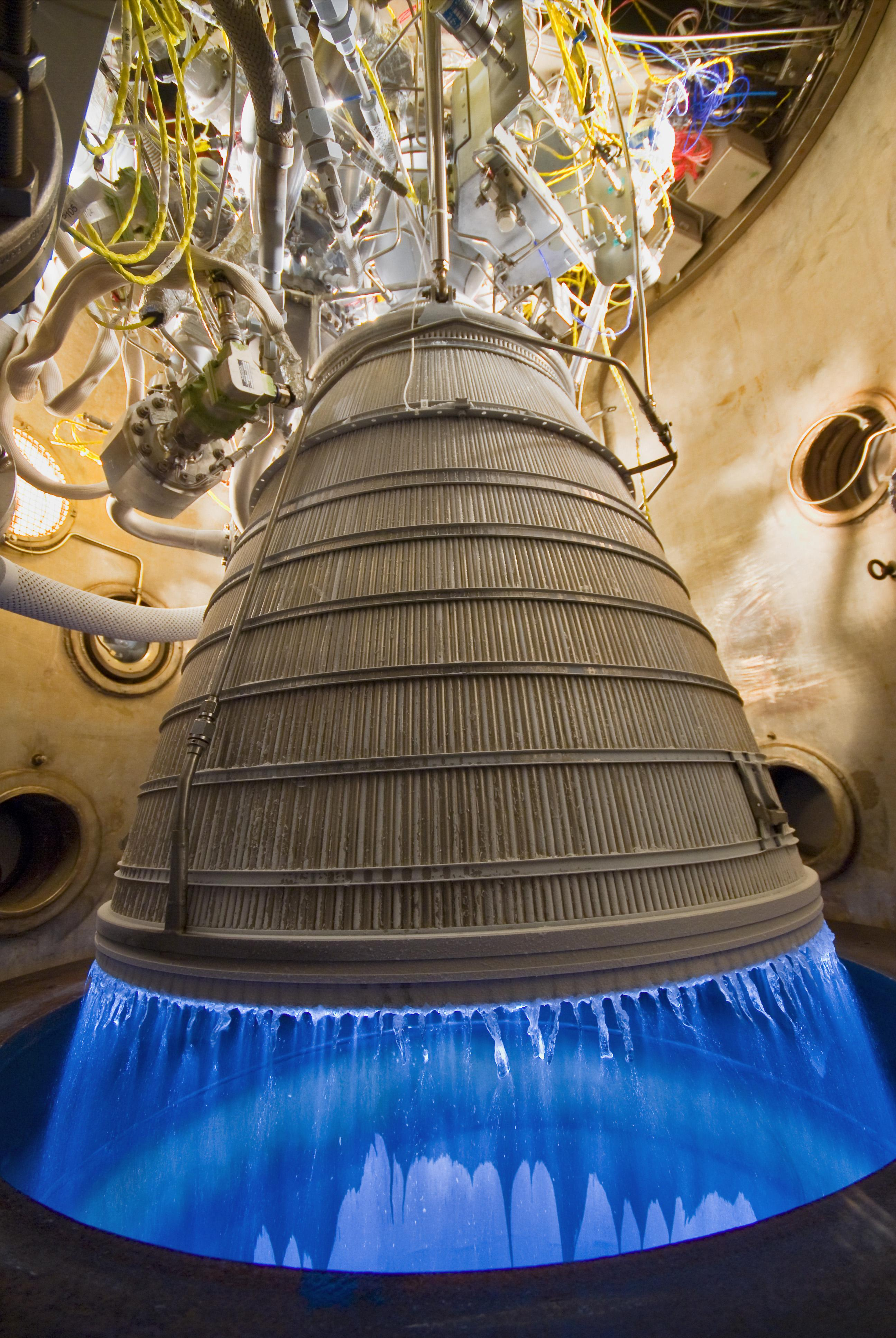
Test du Common Extensible Cryogenic Engine

Au début des années 2000, la NASA a passé un contrat avec Pratt & Whitney Rocketdyne pour développer le démonstrateur Common Extensible Cryogenic Engine (CECE). Le Common Extensible Cryogenic Engine devait déboucher sur des moteurs RL10 capables d'effectuer des accélérations importantes. En 2007, son fonctionnement (avec une certaine « perte de puissance ») a été démontré à des rapports d'accélérateur de 11:1. En 2009, la NASA a annoncé avoir réussi à moduler la poussée de 104 % à 8 %, un record pour un moteur à cycle à expandeur de ce type. La perte de puissance a été éliminée grâce à des modifications du système d'alimentation de l'injecteur et du propulseur qui contrôlent la pression, la température et le débit des propulseurs. En 2010, la plage de modulation de poussée a été étendue à un rapport de 17.6:1, passant de 104% à 5,9% de puissance.

#### Successeur possible du début des années 2010
En 2012, la NASA s'est associée à l'US Air Force pour étudier la propulsion de l'étage supérieur de nouvelle génération, officialisant les intérêts communs des agences dans un nouveau moteur d'étage supérieur pour remplacer l'Aerojet Rocketdyne RL10.
« "We know the list price on an RL10. If you look at cost over time, a very large portion of the unit cost of the EELVs is attributable to the propulsion systems, and the RL10 is a very old engine, and there's a lot of craftwork associated with its manufacture. ... That's what this study will figure out, is it worthwhile to build an RL10 replacement?" »
— Dale Thomas, Associated Director Technical, Marshall Space Flight Center

« Nous connaissons le prix catalogue d'un RL10. Si vous regardez le coût dans le temps, une très grande partie du coût unitaire des EELV est attribuable aux systèmes de propulsion, et le RL10 est un moteur très ancien, et il y a beaucoup de travail artisanal associé à sa fabrication. ... C'est ce que cette étude permettra de déterminer : vaut-il la peine de construire un remplacement du RL10 ? »
— Dale Thomas, directeur technique associé, Marshall Space Flight Center
À partir de l'étude, la NASA espérait trouver un moteur de classe RL10 moins cher pour l'étage supérieur du Space Launch System,.
L'US Air Force espérait remplacer les moteurs Rocketdyne RL10 utilisés sur les étages supérieurs du Lockheed Martin Atlas V et des Boeing Delta IV Evolved Expendable Launch Vehicle qui étaient les principaux lanceurs des satellites du gouvernement américain. Une étude connexe des besoins a été menée en même temps dans le cadre du programme AUSEP (Affordable Upper Stage Engine Program).

### Améliorations
Le RL10 a évolué au fil des années. Le RL10B-2 utilisé sur le Delta Cryogenic Second Stage avait des performances améliorées, une tuyère extensible, un cardan électromécanique pour un poids réduit et une fiabilité accrue, et une impulsion spécifique de 464 s (4,55 km/s).[réf. nécessaire]
À partir de 2016, Aerojet Rocketdyne travaillait à l'intégration de la fabrication additive dans le processus de construction du RL10. La société a effectué des essais à chaud à grande échelle sur un moteur avec un injecteur principal imprimé en mars 2016, et sur un moteur avec une chambre de poussée imprimée en avril 2017.

## Applications du RL10

### Applications passées
- Atlas V Centaur (étage de fusée) : L'étage Centaur version monomoteur (SEC) utilise le RL10C-1[1], tandis que la version bimoteur (DEC) conserve le plus petit RL10A-4-2[22]. Une mission Atlas V (SBIRS-5) a marqué la première utilisation de la version RL10C-1-1. La mission a été couronnée de succès mais a observé des vibrations inattendues, et l'utilisation ultérieure du modèle RL10C-1-1 est suspendue jusqu'à ce que le problème soit mieux compris[23].
- Delta Cryogenic Second Stage : Le Delta Cryogenic Second Stage actuel est équipé d'un RL10C-2-1 avec une tuyère extensible[1],[24],[25].

### Applications actuelles
- Space Launch System : L'étage de propulsion cryogénique provisoire Interim Cryogenic Propulsion Stage ou ICPS est utilisé pour le SLS et est similaire au DCSS, sauf que le moteur est un RL10B-2 et qu'il est adapté pour s'adapter au-dessus de l'étage central de 8,4 m de diamètre avec quatre RS-25.
- Centaur V, second étage de Vulcan : cet étage Centaur est propulsé par deux moteurs RL10C.

Le RL-10
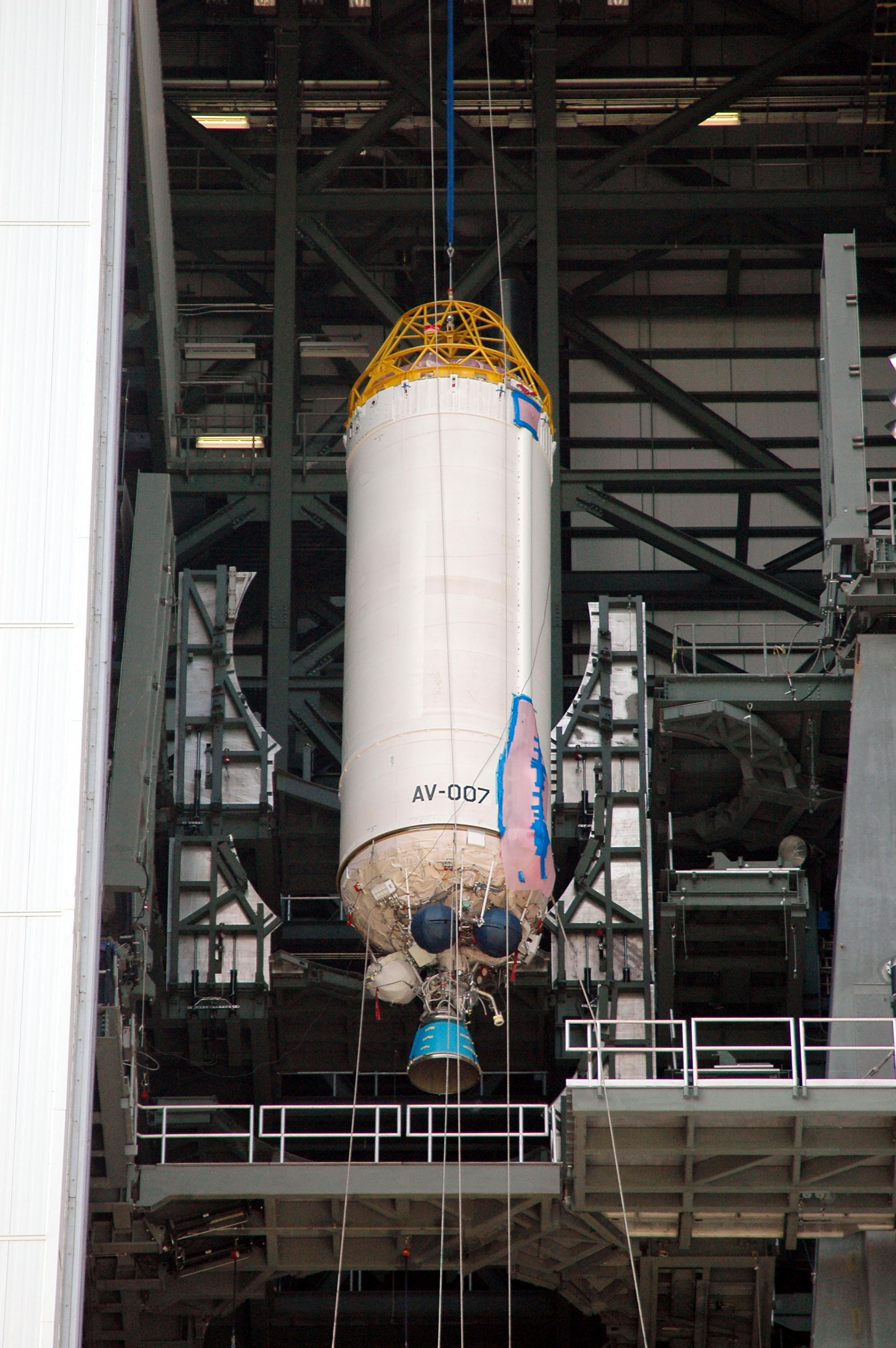
Le second étage d'Atlas V.
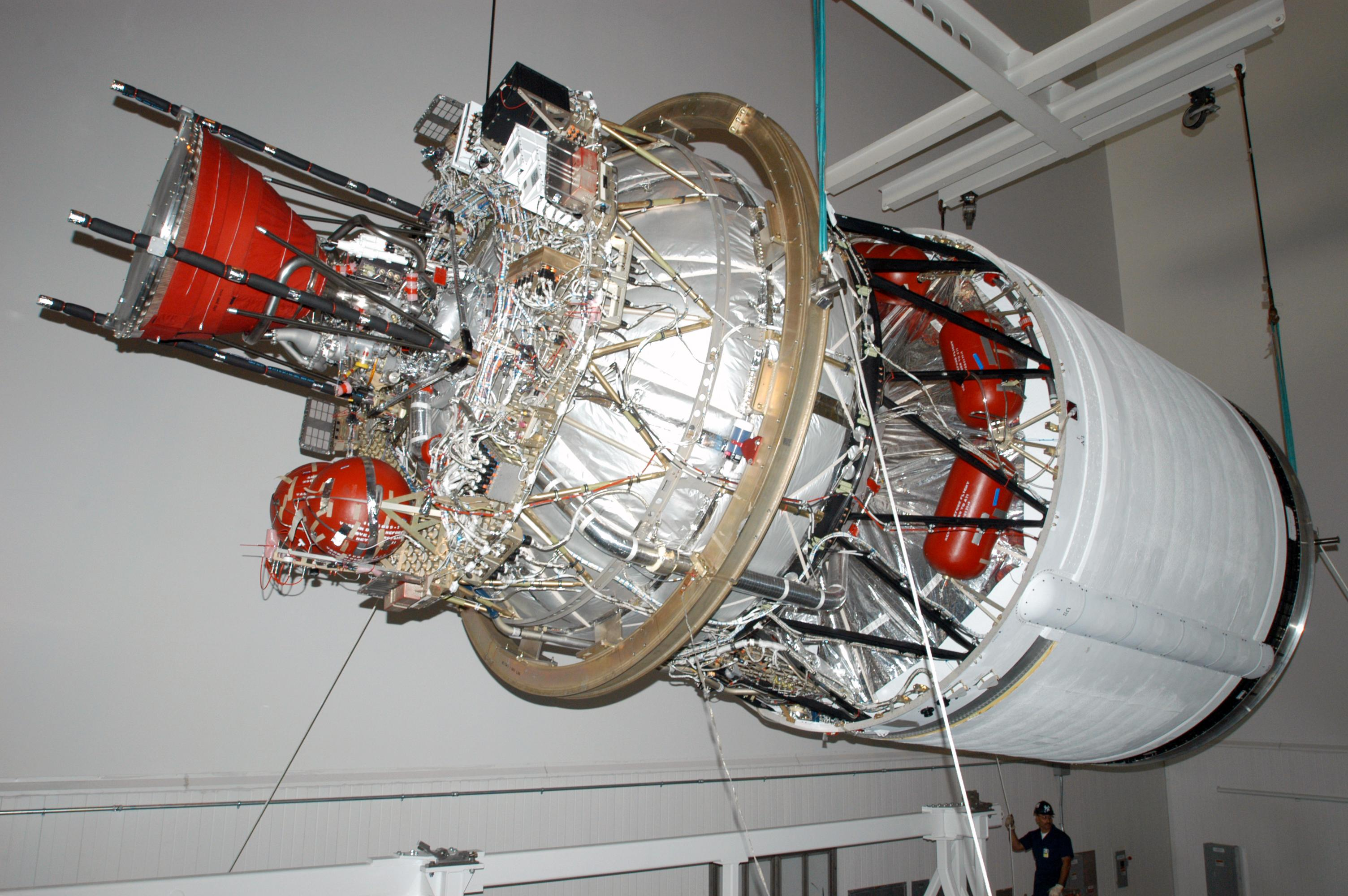
Le second étage du Delta IV Medium.
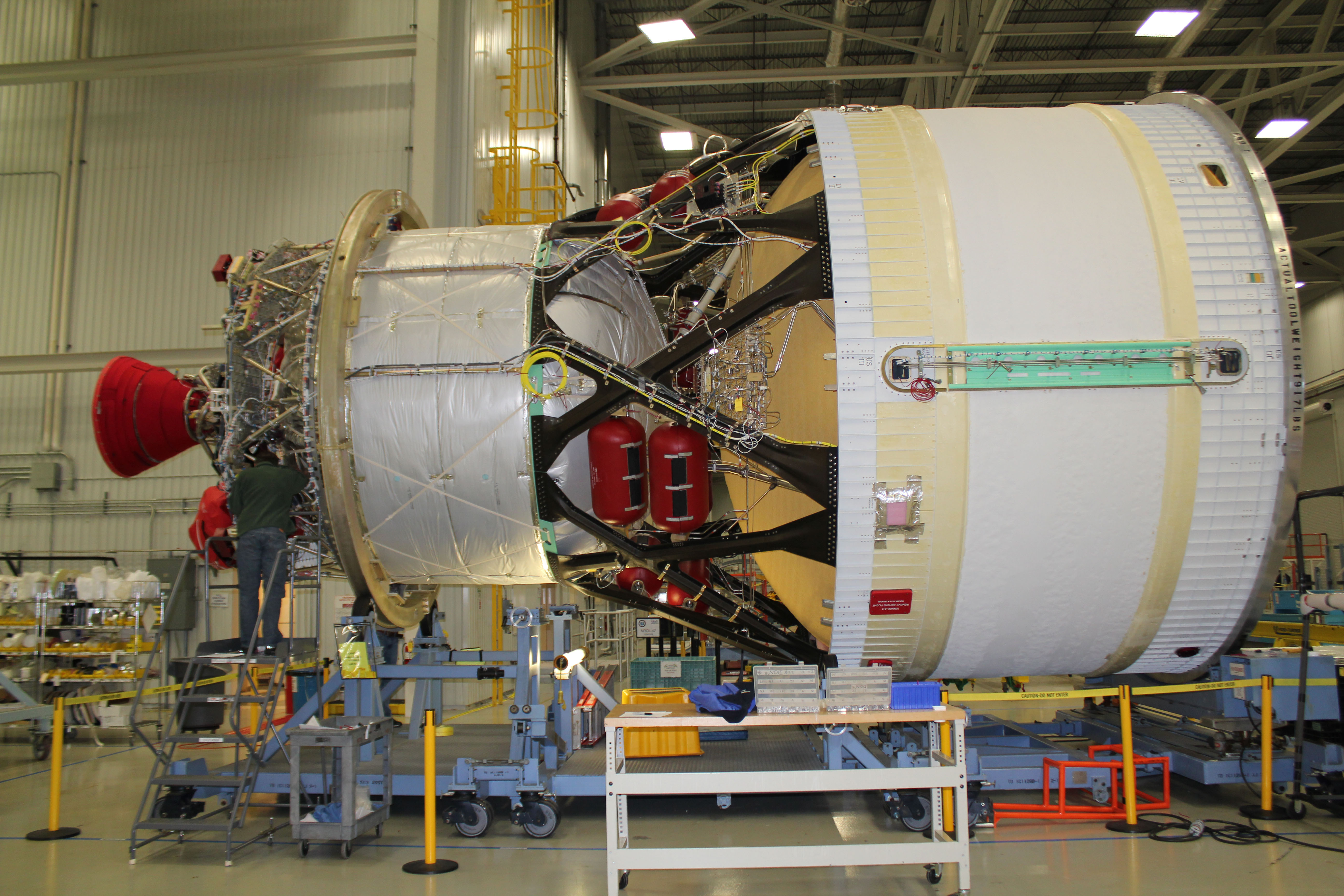
Le second étage du Space Launch System.

## Moteurs en développement

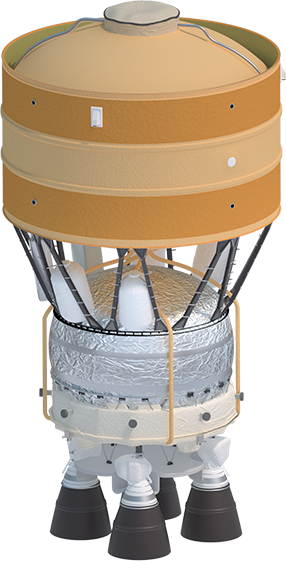
Vue d’artiste du Exploration Upper Stage.

- Exploration Upper Stage : L'Exploration Upper Stage utilisera initialement quatre moteurs RL10C-3. Lorsque RL10C-X sera disponible, les moteurs C-3 seront remplacés par CX[26].
- OmegA Upper Stage : En avril 2018, Northrop Grumman Innovation Systems a annoncé que deux moteurs RL10C-5-1 seraient utilisés sur OmegA dans l'étage supérieur[27]. Le BE-3U de Blue Origin et le Vinci d'Airbus Safran ont également été envisagés avant le choix du moteur d'Aerojet Rocketdyne. Le développement d'OmegA a été interrompu après qu'il n'a pas réussi à remporter un contrat de lancement pour les satellites militaires (National Security Space Launch contract)[28].
- Centaur V : Le 11 mai 2018, United Launch Alliance (ULA) a annoncé que le moteur d'étage supérieur RL10 avait été sélectionné pour la fusée Vulcan Centaur de nouvelle génération d'ULA à la suite d'un processus concurrentiel[29]. Centaur V utilisera normalement le RL10C-1-1[1], mais sur Vulcan Centaur Heavy, le RL10C-X sera utilisé[30].

### Advanced Cryogenic Evolved Stage
En 2009, une version améliorée du RL10 a été proposée pour alimenter l'Advanced Cryogenic Evolved Stage (en) (ACES), une extension de longue durée à faible taux d'ébullition de la technologie existante du Centaur et du Delta Cryogenic Second Stage (DCSS) d'ULA pour le lanceur Vulcan. La technologie ACES de longue durée est destinée à soutenir les missions géosynchrones, cislunaires et interplanétaires. Une autre application possible est le dépôt de propergols dans l'espace, en orbite terrestre basse ou en L2, qui pourrait servir de station intermédiaire pour d'autres fusées qui s'arrêteraient pour se ravitailler en carburant en route vers des missions au-delà de l'orbite terrestre basse ou interplanétaires. Le nettoyage des débris spatiaux a également été proposé. Le développement de ce nouvel étage supérieur est suspendu depuis 2020.

## Caractéristiques technique
Ces caractéristiques ne concerne uniquement le RL-10A-3, RL-10A-3-1 et RL-10A-3-3

### Pompe à hydrogène liquide
La pompe à carburant est composé de deux étages, utilisant le principe de centrifuge avec des impulseurs, des collecteurs à volute et des diffuseurs tangentiels. La roue du premier étage est constituée d'aubes balayées à 50 degrés pour les versions RL10A-3 et RL10A-3-1 et d'aubes balayées à 22,5 degrés pour la version RL10A-3-3. La roue du deuxième étage est de type radial. Les deux étages sont montés dos à dos pour minimiser le déséquilibre de poussée. Le premier étage de la pompe est précédé d'un inducteur de débit axial à trois pales fonctionnant à la même vitesse que les roues principales. Les pompes à carburant RL10A-3 et RL10A-3-1 sont conçues pour fonctionner à environ 30 000 tr/min avec une pression d'aspiration positive nette minimale de psi

## Versions
| Version   | Status                  | Premier vol | Masse  | Poussée                    | Isp (vide) | Hauteur | Diamètre | Rapport poussée sur poids | Rapport comburant / combustible | Rapport d'extension | Pression de la chambre de combustion | Temps d'utilisation       | Étage associé                      | Notes / Sources |
| --------- | ----------------------- | ----------- | ------ | -------------------------- | ---------- | ------- | -------- | ------------------------- | ------------------------------- | ------------------- | ------------------------------------ | ------------------------- | ---------------------------------- | --------------- |
| RL10A-1   | Retiré                  | 1962        | 131 kg | 66,7 kN                    | 425 s      | 1,73 m  | 1,53 m   | 52:1                      |                                 | 40:1                |                                      | 430 s                     | Centaur A                          | Prototype ,     |
| RL10A-3   | Retiré                  | 1963        | 131 kg | 65,6 kN                    | 444 s      | 2,49 m  | 1,53 m   | 51:1                      | 5:1                             | 57:1                | 32,75 bar                            | 470 s                     | Centaur B/C/D/E S-IV               | [ 35 ]          |
| RL10A-4   | Retiré                  | 1992        | 168 kg | 92,5 kN                    | 449 s      | 2,29 m  | 1,17 m   | 56:1                      | 5.5:1                           | 84:1                |                                      | 392 s                     | Centaur IIA                        | [ 36 ]          |
| RL10A-4-1 | Retiré                  | 2000        | 167 kg | 99,1 kN                    | 451 s      |         | 1,53 m   | 61:1                      |                                 | 84:1                |                                      | 740 s                     | Centaur IIIA                       | [ 37 ]          |
| RL10A-4-2 | En production           | 2002        | 167 kg | 99,1 kN                    | 451 s      |         | 1,17 m   | 61:1                      |                                 | 84:1                |                                      | 740 s                     | Centaur IIIB Centaur V1 Centaur V2 | ,               |
| RL10A-5   | Retiré                  | 1993        | 143 kg | 64,7 kN                    | 373 s      | 1,07 m  | 1,02 m   | 46:1                      | 6:1                             | 4:1                 |                                      | 127 s                     | DC-X                               | [ 40 ]          |
| RL10B-2   | En production           | 1998        | 277 kg | 110 kN                     | 462 s      | 4,14 m  | 2,13 m   | 40:1                      | 5.88:1                          | 280:1               | 44,12 bar                            | 5 m : 1 125 s 4 m : 700 s | DCSS                               | ,               |
| RL10B-X   | Annulé                  |             | 317 kg | 93,4 kN                    | 470 s      |         | 1,53 m   | 30:1                      |                                 | 250:1               |                                      | 408 s                     | Centaur B-X                        | [ 43 ]          |
| CECE      | Projet de démonstration |             | 160 kg | 66,7 kN, throttle to 5–10% | 445 s      | 1,53 m  |          |                           |                                 |                     |                                      |                           |                                    | ,               |
| RL10C-1   | En production           | 2014        | 190 kg | 101,8 kN                   | 449,7 s    | 2,22 m  | 1,44 m   | 57:1                      | 5.5:1                           | 130:1               |                                      | 2 000 s                   | Centaur SEC                        | ,               |
| RL10C-1-1 | En production           | 2021        | 188 kg | 106 kN                     | 453,8 s    | 2,46 m  | 1,57 m   | 57:1                      | 5.5:1                           |                     |                                      |                           | Centaur V                          | ,               |
| RL10C-2-1 | En production           |             | 301 kg | 109,9 kN                   | 465,5 s    | 4,15 m  | 2,15 m   | 37:1                      | 5.88:1                          | 280:1               |                                      |                           | Delta Cryogenic Second Stage       | [ 50 ]          |
| RL10C-3   | En développement        | 2026        | 230 kg | 108 kN                     | 460,1 s    | 3,15 m  | 1,85 m   | 48:1                      | 5.7:1                           |                     |                                      |                           | Exploration Upper Stage            | [ 1 ]           |
| RL10C-5-1 | Annulé (2020)           | N/A         | 188 kg | 106 kN                     | 453,8 s    | 2,46 m  | 1,57 m   | 57:1                      | 5.5:1                           |                     |                                      |                           | OmegA                              | ,               |
| RL10C-X   | En développement        |             |        | 106 kN                     | 461 s      |         |          |                           |                                 |                     |                                      |                           | Vulcan Centaur                     | Imprimé en 3D   |